# Dioscorea pyrenaica

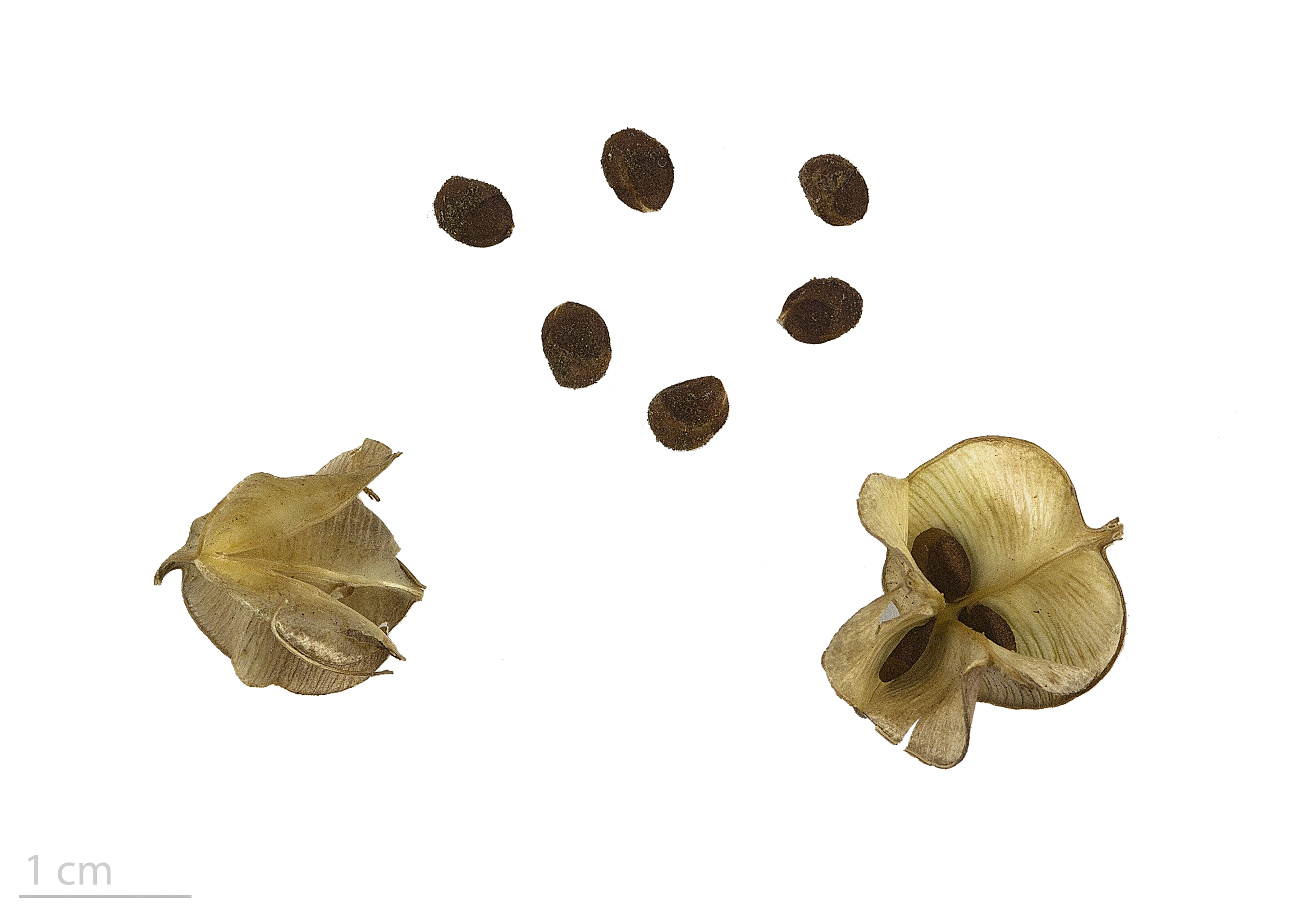
Dioscorea pyrenaica - MHNT

Dioscorea pyrenaica es una especie de planta fanerógama de la familia Dioscoreaceae.

## Distribución
Es una especie endémica del Pirineo central; se da principalmente en Huesca, con sus mejores poblaciones en el Parque Nacional de Ordesa y Monte Perdido, aunque también en Garvanie y Gèdre, estas últimas localidades de Francia.

## Descripción
Se encuentra sobre sustrato calizo. Posee numerosas raicillas que le permiten el anclaje a roquedos de alta pendiente, su hábitat más común. En la base del tallo forma una especie de tubérculo llamado ñame, en cuya superficie pueden observarse las muescas de la inflorescencia anual que produce: contándolas, pueden datarse individuos de tres siglos de edad. Cada año echa hojas y tallos tiernos; tales hojas son acorazonadas, verde mate, con una nerviación muy característica. El fruto es erecto, con tres altas y un estilo persistente.
La distribución actual de la mayor parte de representantes familia Dioscoreaceae es tropical; se interpreta que D. pyrenaica y D. chouardii son flora relicta de cuando el Pirineo se encontraba bajo un clima tropical; con el cambio climático, sus poblaciones fueron retrayéndose hasta quedar relegadas a la distribución actual que, en la Península, supone un auténtico refugio.
La especie se encuentra catalogada como de interés especial en el Catálogo de las Especies Amenazadas de Aragón (Anónimo, 1995).

## Taxonomía
Dioscorea pyrenaica fue descrita por (Bubani et Bordère ex Gren.) Miégev. y publicado en Bull. Soc. Bot. France 13: 382 1866.
Sinonimia
- Borderea pyrenaica Miégev.[3]